# FV Lörrach 02
FV Lörrach 02 was een Duitse voetbalclub uit Lörrach, Baden-Württemberg.
De club werd in 1902 opgericht. Van 1954 tot 1956 en van 1966 tot 1978 speelde de club in de Amateurliga Südbaden, toen de derde klasse. In 2011 fuseerde de club met FV Brombach tot FV Lörrach-Brombach.  